# Costituzione Federale degli Stati Uniti Messicani del 1857
La Costituzione Federale degli Stati Uniti Messicani del 1857 fu una Costituzione liberale scritta in Messico durante la presidenza di Ignacio Comonfort.
La costituzione fu promulgata il 5 febbraio del 1857 e istituì una politica liberale:
- garantì la libertà di espressione;
- garantì la libertà di coscienza;
- garantì la libertà di assemblea;
- garantì la libertà di scelta sulla leva militare;
- garantì libertà sociali di base ai messicani;
- riaffermò l'abolizione della schiavitù;
- separò l'educazione dalla religione e colpì i beni della Chiesa cattolica;
- eliminò tutte le forme di violenza corporale incluso la pena di morte;
- eliminò tutte le alcabala (imposte particolari che venivano riscosse in favore dei reggenti spagnoli);
- proibì l'uso dei titoli nobiliari, gli onori ereditari e i monopòli.

Inoltre stabilì che qualsiasi schiavo mettesse piede all'interno del territorio messicano divenisse immediatamente considerato libero. Questo fece sì che il Messico divenisse meta ambita dagli afroamericani che scappavano dalla schiavitù negli Stati Uniti d'America.
Questa Costituzione insieme al Plan de Ayatla e altre riforme liberali polarizzarono la società messicana e portarono alla Guerra della Riforma.
Il 5 febbraio 1903 nella protesta contro il regime di Porfirio Díaz, un gruppo di liberali collocò sul balcone degli uffici del giornale El hijo de El Ahuizote un grande drappo nero in segno di lutto con la scritta La Costituzione è morta, facendo riferimento a quella del 1857. Questo evento fu un prodromo della Rivoluzione Armata del 1910, che rovesciò il governo Díaz e terminò con la promulgazione della Costituzione Politica degli Stati Uniti Messicani nel 1917 durante il governo di Venustiano Carranza.
La Costituzione del 1857 era composta da 8 titoli e 128 articoli. Dopo la vittoria del Partito Liberale durante la guerra di Riforma del 1858-1860, Benito Juárez, che era a capo della presidenza, e il suo gabinetto aggiunsero a tale Costituzione le 9 leggi di riforma che furono enunciate a Veracruz.